# Веласко, Эдвин
Эдвин Алексис Веласко Усуриага (исп. Edwin Alexis Velasco Uzuriaga; род. 5 ноября 1991 года, Кали, Колумбия) — колумбийский футболист, защитник клуба «Америка (Кали)».

## Клубная карьера
Веласко — воспитанник клуба «Кортулуа». 2 ноября 2011 года в матче против «Академии» он дебютировал в колумбийской Примере B. Летом 2013 года Эдвин на правах аренды перешёл в «Онсе Кальдас». 30 августа в матче против «Энвигадо» он дебютировал в Кубке Мустанга. После окончания аренды Веласко вернулся в «Кортулуа» и в 2015 году помог команде выйти в элиту. Летом 2016 года Эдвин перешёл в «Атлетико Насьональ». 11 июля в матче против «Хагуарес де Кордоба» он дебютировал за новый клуб. В этом же поединке Веласко забил свой первый гол за «Атлетико Насьональ». В своём дебютном сезоне Эдвин стал обладателем Кубка Либертадорес, завоевал Кубок Колумбии, а также принял участие в клубном чемпионате мира.
Летом 2018 года Веласко вернулся в «Онсе Кальдас».

## Достижения
«Атлетико Насьональ»
- Обладатель Кубка Колумбии — 2016
- Обладатель Кубка Либертадорес — 2016
- Победитель Суперлиги Колумбии — 2016
- Участник Клубного чемпионата мира — 2016